# Adenilát-cikláz
Az adenilát-cikláz (szintén használatos megnevezéssel: adenil-cikláz, adenilil-cikláz) az egész élővilágban elterjedt, a sejtek számára nélkülözhetetlen regulátor enzim (EC 4.6.1.1), amely a sejt adenozin-5-trifoszfátjából (ATP) ciklikus adenozin-3′,5′-monofoszfátot (cAMP) szintetizál, ezzel lehetővé téve az extracelluláris térből a sejt specifikus receptorához kötődő szignál molekuláris felerősítését a sejten belül.

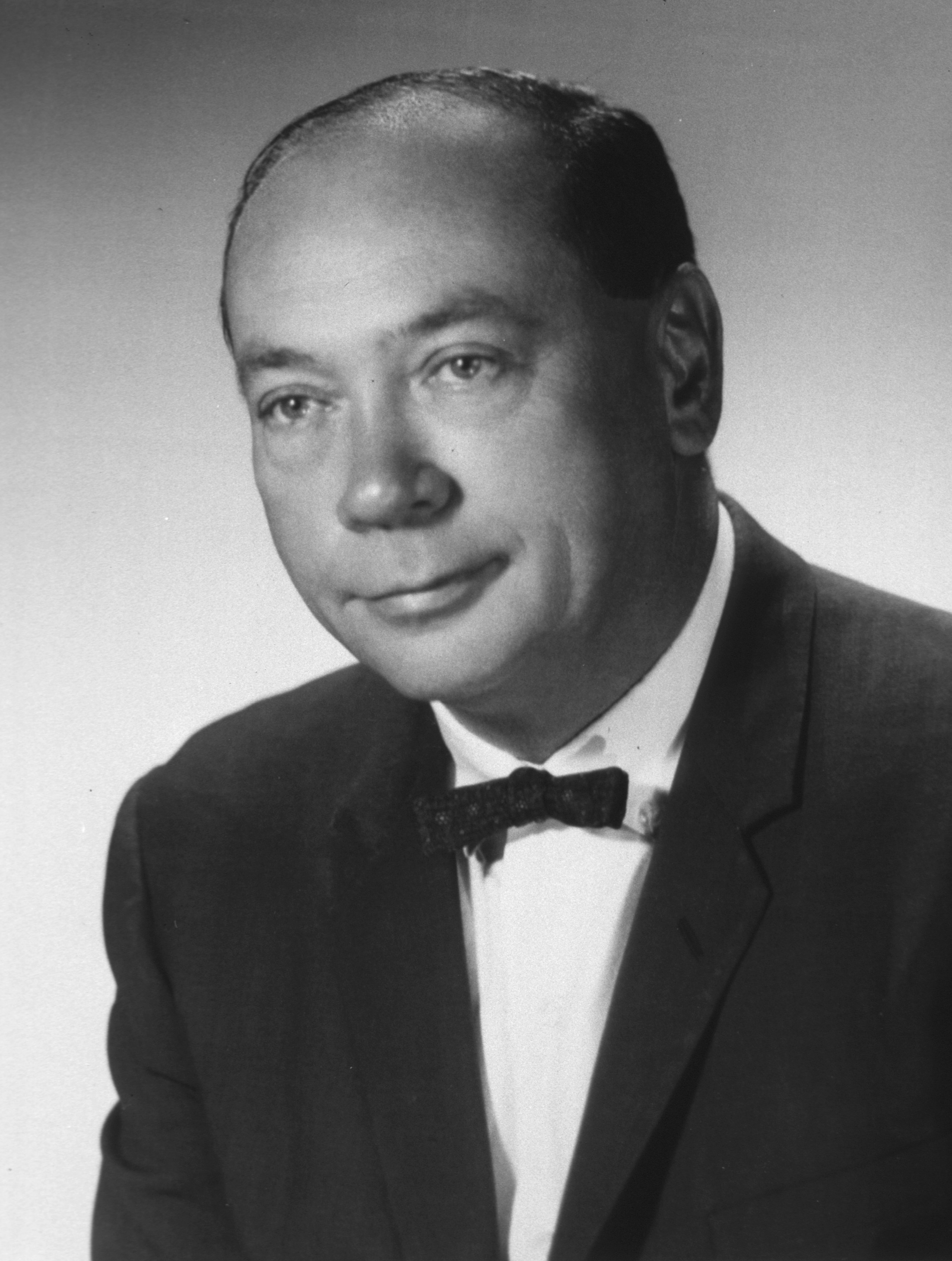
Az 1950-es években E. W. Sutherland (1915–1974) amerikai farmako-biokémikus az adrenalin hatását vizsgálva fedezte fel, hogy az adrenalin cAMP közvetítésével fejti ki hatását a májban. Ez a felismerés vezetett az adenilát-cikláz felfedezéséhez. Sutherland munkáját 1971-ben Fiziológiai és orvostudományi Nobel-díjjal ismerték el

## Az adenilát-cikláz jelentősége

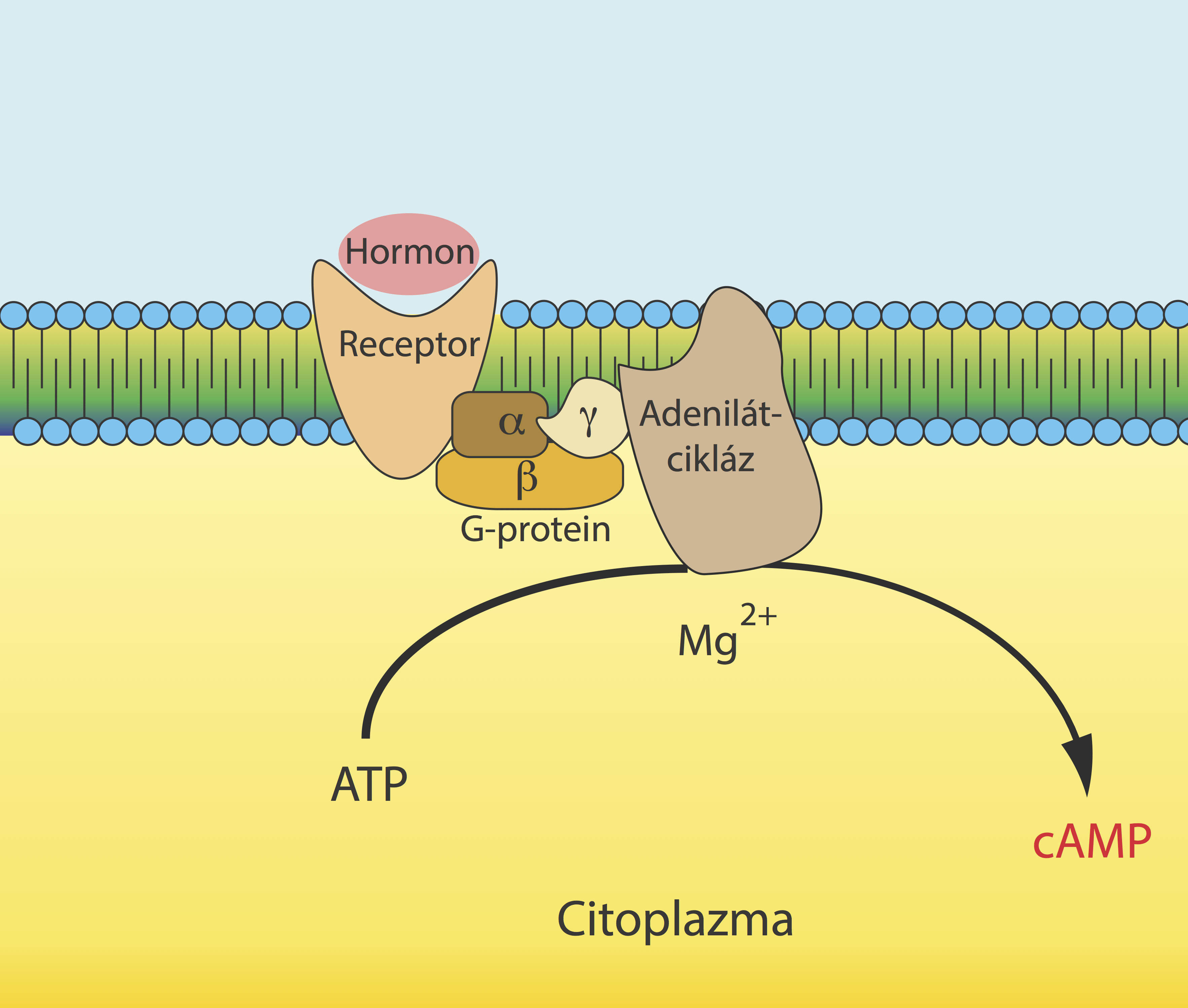
A receptorhoz kötődő hormon (vagy neurotranszmitter) a G-protein komplexen keresztül aktiválja az adenilát-ciklázt, amely ATP-ből cAMP-t szintetizál. A folyamat addig tart, ameddig a hormon a receptorhoz kötődik

A többsejtű szervezetek csak akkor tudják a szervezet belső egyensúlyát fenntartani, ha az egymástól távol eső sejtek kommunikálni tudnak egymással, közösen fenntartva a szervezet harmóniáját.
A sejtek egyszerű kölcsönhatásban vannak a velük közvetlenül érintkező szomszédos sejtekkel, de kémiai jelek formájában utasítást (kémiai szignálokat) kaphatnak a tőlük távolabb – más szervekben elhelyezkedő – sejtektől is. Ennek egyik legegyszerűbb módja a vérpályán keresztül hormonok formájában, vagy az idegrostokon át neurotranszmitterek formájában történő információátadás. A sejtek közötti kommunikáció feltétele, hogy a célsejtek érzékeljék a környezetükből, azaz a többi sejttől érkező kémiai jeleket (hormonokat, szöveti hormonokat, biogén-aminokat, neurotranszmittereket stb.). Ehhez a célsejteknek rendelkezniük kell egy, a kémiai jeleket specifikusan „befogó”, azt megkötő struktúrával, amit receptornak nevez a sejtfiziológia. A kémiai szignálok megkötésére alkalmas receptorok elhelyezkedhetnek a sejtmembrán felületén vagy a citoplazmában. Természetesen ez utóbbinak csak olyan esetekben van értelme, ha a távoli sejtből érkező szignálmolekula át tud hatolni a sejt membránján, és bejut a sejt belsejébe a receptorhoz. Ha ez nem lehetséges, akkor a kémiai szignál receptorának a sejt felszínén kell elhelyezkednie.
A sejtek közötti kommunikáció egyik legnagyobb kihívása, hogy a távoli sejtektől érkező molekuláris jelek legtöbbször a szervezet víztereiben, a keringésben, a vérben felhígulnak, és csak nagyon kisszámú molekula jut el a célsejt receptorához. További problémát jelent, hogy ennek a néhány, a célsejtig eljutott molekulának kell a receptorhoz kötődése után a sejt belsejében biokémiai változásokat létrehozni milliárdnyi molekulán. Vagyis a változások akár 10 nagyságrenddel nagyobb számú molekulán is történhetnek, mint amennyi a receptoron megkötődött. Egyetlen receptorhoz kötődött molekula (pl. hormon) képes több milliárd, a sejtben található molekulára (pl. fehérjékre, DNS-re) hatással lenni akár a másodperc törtrésze alatt.
Ehhez szükséges egy biokémiai erősítő rendszer, ami a kevés számú hormon-receptor interakciót rövid idő alatt felerősíti (pontosabban megsokszorozza) és átadja a sejt belsejében található molekulák milliárdjainak. Ennek a jelsokszorozó rendszernek egyik fontos része az adenilát-cikláz enzim.
Amíg a hormon a receptoron tartózkodik, a receptor egy kapcsolódó fehérjén keresztül aktiválja a közelében elhelyezkedő alapállapotú adenilát-ciklázt. Az adenilát-cikláz a citoplazma adenozin-5-trifoszfátjából (ATP) ciklikus adenozin-3′,5′- monofoszfátot (cAMP) szintetizál. Ez az aktivitás csak addig tart, ameddig a hormon a receptoron tartózkodik. Az enzim, sejttípustól függően a másodperc törtrésze alatt több ezer cAMP-molekulát szintetizál a sejtmembrán belső oldalán. Az egyetlen, a sejten kívül rekedt hormon az adenilát-cikláz aktiválásával milliónyi cAMP-molekulát ont a sejt belsejébe, és ez az újonnan szintetizált cAMP, az úgynevezett második hírvivő (eredeti kifejezéssel second messenger) fogja a hatást a célmolekulákon kifejteni.
A hormonhatás cAMP formában való sokszorozódása ezzel még nem merül ki, a folyamat ennél sokkal összetettebb. A keletkezett cAMP ugyanis olyan, a sejtben inaktív formában jelen levő enzimeket képes aktiválni (pl. cAMP-függő protein kinázt), amely enzimek további fehérjékre, az anyagcserét irányító enzimekre hatnak. Ezzel a hormon által elindított „jel” tovább erősödik, sokszorozódik. A folyamat összességében egy biokémiai kaszkádként fogható fel, és leegyszerűsítve, mennyiségileg a következőként írható le:
(1 x) hormon → adenilát-cikláz → (1 x 100) cAMP → (100 x 100) protein kináz → (100 x 100 x 100) célmolekula
Ennek az időben rendkívül gyorsan lejátszódó kaszkádnak az elindítója az adenilát-cikláz enzim.

## Adenilát-cikláz biokémiája
A sejtmembránba épült adenilát-cikláz enzim a cAMP képződésekor az ATP alfa- és gamma-helyzetű foszfátját pirofoszfát formájában hasítja le. A cAMP-szintézis folyamatát a pirofoszfát további spontán anorganikus foszfátra történő hidrolízise teszi egyirányúvá, azaz irreverzibilis enzimreakcióvá. A receptorhoz kötődött extracelluláris szignál (hormon) leválása a receptorról az enzim inaktiválódását okozza. Az enzimnek a sejtmembránból való kioldása (pl. szolubilizálószerekkel) szintén az enzim inaktiválódásával jár, tehát a sejtmembránba való beágyazódás kritikus feltétele a cAMP-szintézisnek.

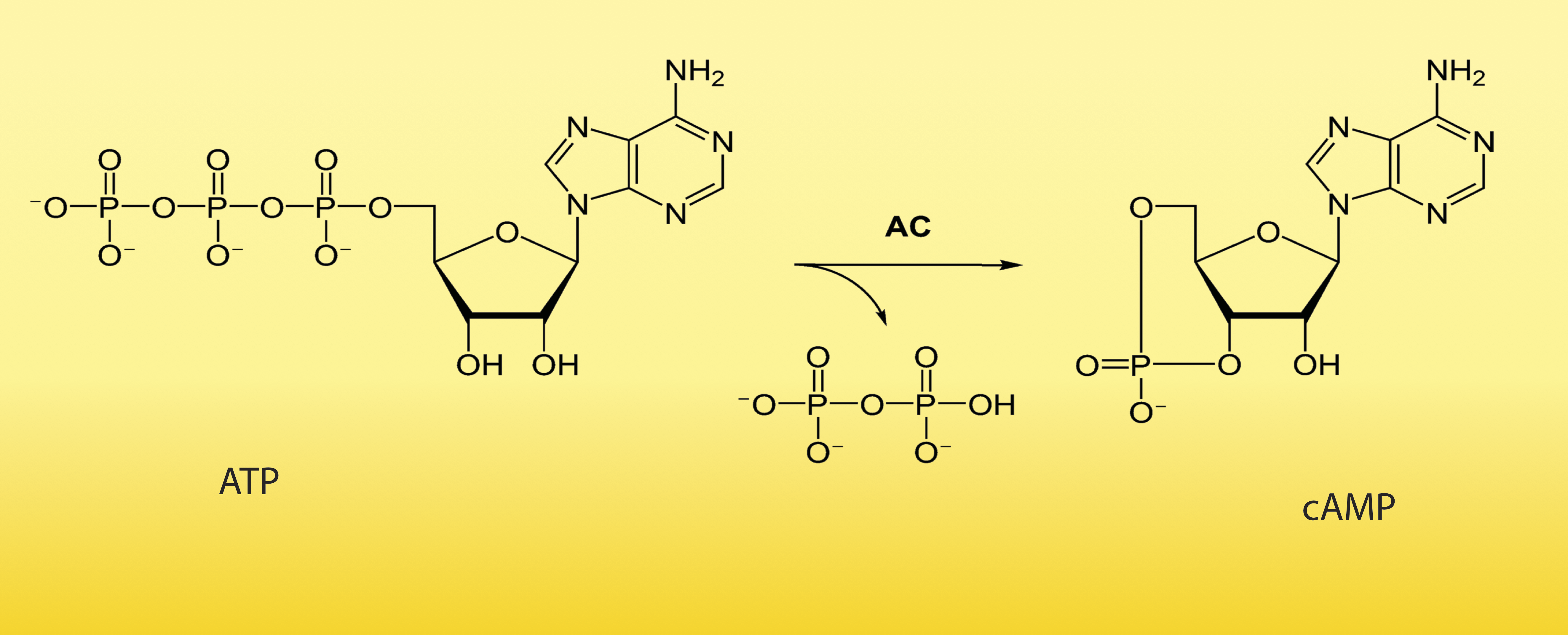
Az aktivált adenilát-cikláz ATP-ből cAMP-t szintetizál. A reakció Mg-ionokat igénylő folyamat

## Az adenilát-cikláz szerepe a kolera megbetegedésben
Az adenilát-cikláz által termelt cAMP kulcsszerepet tölt be a sejt biokémiai szabályozásában. A szabályozásban történt kóros változás felboríthatja a sejt egyensúlyát. Ez történik a Vibrio cholerae baktérium által okozott kolera betegség esetében is. A baktérium által termelt toxin a receptort és az enzimet összekötő, három egységből felépülő G-protein egyik eleméhez kötődik, melynek eredményeként az enzim folyamatosan aktív állapotba kerül. Ennek következtében a bélhámsejtek citoplazmájában a cAMP-szint emelkedik, ami a Cl−-csatornákat aktiválja, befolyásolva az akvaporin csatornákat is. A béllumenbe elektrolitok és nagy mennyiségben víz választódik ki, létrehozva a kolera egyik legjellegzetesebb tünetét, a szervezet kiszáradásával járó intenzív hasmenést.